# Zoran Rant
Zoran Rant (* 14. September 1904 in Ljubljana; † 12. Februar 1972 in München) war ein slowenischer Maschinenbauingenieur und Professor für Verfahrenstechnik an der TU Braunschweig. Er prägte die beiden Begriffe Exergie für technische Arbeitsfähigkeit und Anergie für Energie, die nicht nutzbar gemacht werden kann.

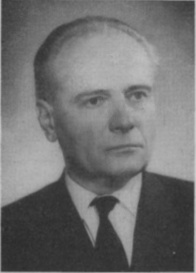
Zoran Rant (ca. 1964)

## Leben
Zoran Rant wurde am 14. September 1904 in Ljubljana geboren. Sein Vater, Dr. Alojzij Rant, war Rechtsanwalt und in der Verwaltung der österreichisch-ungarischen Monarchie tätig. Seine Mutter Tilka kam aus einer wohlhabenden Familie in Borovnica bei Ljubljana. Die Familie hatte vier Kinder. Der erstgeborene Sohn starb bei der Geburt, Zoran war das zweite Kind. Später kamen ein jüngerer Bruder und eine jüngere Schwester hinzu.
Er ging bis 1922 auf das humanistische Gymnasium in Ljubljana und studierte danach bis 1926 an der Technischen Hochschule in Wien. Seinen Militärdienst leistete er bei der jugoslawischen Marine ab und ab 1928 arbeitete er als Ingenieur in der Soda-Fabrik von Lukavac (Solvay-Gruppe), wo er zuletzt den Posten des technischen Leiters innehatte. Hier traf er seine spätere Frau Maro Lakić, mit der er drei Töchter hatte. Nach dem Zweiten Weltkrieg wechselte er im Jahre 1946 von der Industrie zur Universität Ljubljana und wurde Hochschullehrer. Er promovierte 1950 über "Energiebewertung des Prozesses der Sodaherstellung", einem Thema aus seiner Zeit bei Solvay. 
Im Oktober 1962 verließ Zoran Rant die Fakultät für Maschinenbau an der Universität Ljubljana und folgte der Einladung an die Technische Universität Braunschweig, einen neu eingerichteten Lehrstuhl für Verfahrenstechnik zu besetzen. Mit der Schaffung des neuen Lehrstuhls hat Rant so schnell wie möglich mit der Einrichtung eines neuen Instituts für Verfahrenstechnik begonnen. Der Neubau mit einer Nutzfläche von 2000 m² begann im November 1964, und im September 1966 konnte ein vierstöckiges Gebäude bezogen werden. 1971 erhielt er die Arnold-Eucken-Medaille, die von der Forschungs-Gesellschaft Verfahrens-Technik vergeben wird.
Zoran Rant starb am 12. Februar 1972 während eines Aufenthaltes anlässlich eines 80. Geburtstages in München.
Mit Zoran Rant ist die Einführung der Begriffe Exergie und Anergie in die Thermodynamik verbunden.

## Auszeichnungen
- 1964 korrespondierendes Mitglied der Slowakischen Akademie der Wissenschaften
- 1970 Johann Joseph Ritter von Prechtl-Medaille